# Richard H. Holm
Richard Hadley Holm (* 24. September 1933 in Boston, Massachusetts; † 15. Februar 2021 in Lincoln, Massachusetts) war ein US-amerikanischer Chemiker, zuletzt an der Harvard University in Cambridge, Massachusetts.
Holm ist bekannt für seine Arbeiten zur bioanorganischen Chemie der Übergangsmetalle. Er konnte erstmals ein Analogon der Eisen-Schwefel-Cluster synthetisieren und wesentlich zum Verständnis der Funktionsweise zahlreicher Enzyme beitragen. Seine Arbeiten zu Metalloproteinen stellen einen Brückenschlag zwischen anorganischer Chemie und Biochemie dar.

## Leben
Holm erwarb 1955 einen Bachelor an der University of Massachusetts Amherst in Amherst, Massachusetts und 1959 mit der Arbeit Spectral and magnetic studies of metal complexes: metal acetyl acetonates, spin-free cobaltous complexes bei F. Albert Cotton am Massachusetts Institute of Technology (MIT) in Cambridge, Massachusetts, einen Ph.D.
Ab 1960 war Holm Lecturer an der Harvard University in Cambridge, Massachusetts, und erhielt hier auch eine erste Professur (Assistant Professor). 1964 erhielt er von der Alfred P. Sloan Foundation ein Forschungsstipendium (Sloan Research Fellowship). Nach einer kurzen Zeit als Associate Professor an der University of Wisconsin (1965–1967) wurde Holm Professor am Massachusetts Institute of Technology. 1975 erhielt er eine Professur an der Stanford University in Stanford, Kalifornien, bevor er 1980 wieder an die Harvard University ging. Gastprofessuren führten ihn an die University of Iowa (1979), die Texas A&M University (1984), die University of California, Berkeley (1986) und die University of Florida (1998). 2013 wurde er emeritiert.

## Auszeichnungen (Auswahl)
- 1971 Mitgliedschaft in der American Academy of Arts and Sciences[5]
- 1975 Mitgliedschaft in der National Academy of Sciences
- 1976 American Chemical Society Award in Inorganic Chemistry[6]
- 1980 Centenary Medal und Centenary Lecture der Royal Society of Chemistry[7]
- 1992 Alfred Bader Award in Bioinorganic or Bioorganic Chemistry[8]
- 1993 NAS Award in Chemical Sciences[9]
- 1994 Theodore William Richards Medal der Northeastern Section der American Chemical Society[10]
- 1996 Basolo Medal for Outstanding Research in Inorganic Chemistry der Northwestern University[11]
- 2005 F. A. Cotton Medal der Texas A&M University
- 2005/06 Chatt Lectureship der Royal Society of Chemistry
- 2016 Welch Award in Chemistry